# 586
| 586                |
| ------------------ |
| Dødsfald - Fødsler |
|                    |

| Gregoriansk kalender | 586 DLXXXVI             |
| Ab urbe condita      | 1339                    |
| Armensk kalender     | 35 ԹՎ ԼԵ                |
| Kinesiske kalender   | 3282 – 3283 乙巳 – 丙午 |
| Etiopisk kalender    | 578 – 579               |
| Jødisk kalender      | 4346 – 4347             |
| Hindukalendere       |                         |
| - Vikram Samvat      | 641 – 642               |
| - Shaka Samvat       | 508 – 509               |
| - Kali Yuga          | 3687 – 3688             |
| Iransk kalender      | 36 BP – 35 BP           |
| Islamisk kalender    | 37 BH – 36 BH           |

Se også 586 (tal)